# کتابخانه لورنزی
کتابخانه لورنس کتابخانه‌ای تاریخی در شهر فلورانس ایتالیا که شامل بیش از ۱۱۰۰۰ نسخه خطی و ۴۵۰۰ کتاب چاپی اولیه است.

## معماری ساختمان
این دهلیز توسط میکل‌آنژ طراحی و ساخته شده‌است. نقشه این ساختمان از وظیفه خاص کتابخانه و زمین نسبتاً محدودش متأثر بود و میکل‌آنژ می‌باید در دو فضای یکی دراز و افقی کتابخانه و دیگری فضای عمومی دهلیز آن کار می‌کرد. در فضای دوم، همه چیز عظیم و تجسمی است، ولی در فضای نخست، سطوح و برجستگی‌های تالار مطالعه یکنواخت و کم عمق تر شده‌اند برای آنکه حواس مطالعه کنندگان پرت نشود، ارتفاع پله‌ها و نرده‌های طرفین آن طوری کار شده‌است ک حرکت بر روی آن را آسان می‌سازد (جنسن، ۱۳۶۸:۳۶۲). ستون‌نماها و تاق‌نماهایی که به صورت جفتی و گاه به صورت منفرد در این بنا به کار گرفته شده، متأثر از معماری روم باستان است. (ش، ۱۳)